# Bragelogne-Beauvoir
Bragelogne-Beauvoir is een gemeente in het Franse departement Aube in de regio Grand Est. De plaats maakt deel uit van het arrondissement Troyes. Bragelogne-Beauvoir telde 221 inwoners op 1 januari 2022.

## Geografie
De oppervlakte van Bragelogne-Beauvoir bedraagt 23,39 vierkante kilometer; Op 1 januari 2022 was de bevolkingsdichtheid 9,4 inwoners per km².
De onderstaande kaart toont de ligging van Bragelogne-Beauvoir met de belangrijkste infrastructuur en aangrenzende gemeenten.

## Demografie
Onderstaande figuur toont het verloop van het inwonertal.
Vanwege een beveiligingsprobleem met de MediaWiki Graph-software is het momenteel niet mogelijk deze grafiek weer te geven. Zodra de software is bijgewerkt zal de grafiek vanzelf weer zichtbaar worden.
Arrelles · Assenay · Avirey-Lingey · Avreuil · Bagneux-la-Fosse · Balnot-la-Grange · Balnot-sur-Laignes · Bernon · Les Bordes-Aumont · Bouilly · Bragelogne-Beauvoir · Channes · Chaource · Chaserey · Chesley · Cormost · Coussegrey · Crésantignes · Cussangy · Étourvy · Fays-la-Chapelle · Les Granges · Javernant · Jeugny · Lagesse · Laines-aux-Bois · Lantages · Lignières · Lirey · La Loge-Pomblin · Les Loges-Margueron · Longeville-sur-Mogne · Machy · Maisons-lès-Chaource · Maupas · Metz-Robert · Montceaux-lès-Vaudes · Pargues · Praslin · Prusy · Les Riceys · Roncenay · Saint-Jean-de-Bonneval · Saint-Pouange · Sommeval · Souligny · Turgy · Vallières · Vanlay · La Vendue-Mignot · Villemereuil · Villery · Villiers-le-Bois · Villiers-sous-Praslin · Villy-le-Bois · Villy-le-Maréchal · Vougrey